# Achrophyllum dentatum
Achrophyllum dentatum là một loài Rêu trong họ Hookeriaceae. Loài này được (Hook. f. & Wilson) Vitt & Crosby mô tả khoa học đầu tiên năm 1972.